# La pirámide (novela)
La pirámide es una de las novelas del escritor albanés Ismaíl Kadaré.

## Argumento
Kadaré envuelve la trama en el antiguo Egipto, cuando el joven Faraón, obviando toda la tradición de sus antepasados decide que no construirá la pirámide que lo conmemore, todas las esferas del estado y sus principales consejeros intentan convencerle del error y drama que eso supondría.
El paso de una sociedad basada en la caza y la recolección a otra basada en la agricultura supone el asentamiento y la creación de las primeras ciudades.
Aprovechando los desbordamientos del Nilo, la agricultura era muy próspera y fácil dejando varios meses a la población bastante ociosa, esto claramente no se puede permitir, quizá el motivo principal de la construcción de La Pirámide y su importancia fuese no permitir el descanso y la reflexión a sus súbditos.
- Datos: Q2621248